# 7749 Jackschmitt
7749 Jackschmitt este un asteroid din centura principală de asteroizi.

## Descriere
7749 Jackschmitt este un asteroid din centura principală de asteroizi. A fost descoperit pe 12 mai 1988 la Observatorul Palomar de Carolyn S. Shoemaker și Eugene M. Shoemaker. Asteroidul prezintă o orbită caracterizată de o semiaxă mare de 2,63 ua, o excentricitate de 0,36 și o înclinație de 29,4° în raport cu ecliptica.